# イーピコ
イーピコ（ePICO）は、セガ フェイブが日本で2024年10月10日に発売した電子知育玩具である。専用ソフトを同梱・プリインストールした「ePICOたいけん100エディション」を税込30,800円で販売した。 

## 概要
絵本とテレビゲームを融合させた幼児向けの知育ゲーム機。1993年発売のキッズコンピュータ・ピコ、2005年発売のアドバンスピコ・ビーナに続き「ピコ」の名を冠した。ただしこれらとの互換性はない。機器のロゴはキッズコンピュータ・ピコを引き継ぎ、同じ書体のPICOの前にeを付け加え、Oの中の日本語表記をイーピコに改変するとともに、イメージカラーは水色とした。
ピコやビーナで見られた絵本とテレビの連動遊びやミニゲームに、2つのコントローラ「eペン」と「eマット」による体感操作を加えた。本体セット収録ソフトではこれらによる体感ゲームを中心に、より知識を深める図鑑、知識を復習するクイズを遊びの基本としている。ピコとビーナの特徴とされていたテレビでのお絵描き遊びは別売りソフトに委ねられており、同梱ソフトには搭載されていない。

### ePICO夢中レポ
イーピコユーザーの保護者向け無料インターネットサービスとして「ePICO夢中レポ」が提供されている。マイページにてイーピコ本体から送信されたプレイ履歴の確認、お絵描き画像の閲覧・ダウンロードができるほか、プレイ履歴データを多重知能理論にて解析し、ユーザーの知能や興味、職業適正をまとめたレポートを1週間ごとに作成する機能も用意される。
イーピコを使用するには夢中レポへのメールアドレス、ユーザー名称と生年月日の登録が必須となる。ただし本名や住所などそれ以外の情報登録は求められない。登録の際はQRコードを読み取るためのスマートフォンも必要となる。イーピコ本体1台につきメールアドレスが1つ紐づけられ、ユーザーは2人まで登録できる。
イーピコ本体やソフトのアップデート、別売りソフトのダウンロードも夢中レポへの登録およびインターネット接続が必要となる。初期設定完了後のインターネット接続は必須ではないが、未接続時は夢中レポへデータ送信されず、これらの機能は利用できない。

## ハードウェア
イーピコのハードウェアは以下の機器で構成される。
イーピコ本体
テレビと接続する9.5cm四方、厚み2.4cmの小型セットトップボックス状の機器。テレビへの映像・音声出力、各コントローラの通信接続、無線または有線によるインターネット接続を担う。
天面に「e」のロゴを記した電源ボタン、側面にHDMI出力端子、LAN端子、拡張用のPort1.2端子、microSDカード端子、赤外線受光部、ACアダプタ接続端子がある。
HDMI出力は720p。1080pが利用可能であればアップコンバート出力される。専用ACアダプタで駆動。
eペン
無線デジタルペンコントローラ。ペン先端に押し込み式のボタンと、絵本ソフトの画像を読み取るセンサー、反対端にペントップボタンがあり、マイク、モーションセンサー、振動機能を内蔵する。同梱のストッパー付きストラップを取り付けて使用する。単4乾電池1本で駆動。
eマット
ダンスマット状の有線コントローラ。イーピコ本体のPort1またはPort2端子へ接続する。足跡の絵を記した中央とその上下左右に記された矢印を踏む・押すなどして操作する。
絵本ソフトケース
絵本ソフトとeペンを収納するケース。フタを開き絵本ソフトを置く台とするほか、お絵描きタブレットや、eペンを手前右下の穴「ペンポート」に立てジョイスティックとする機能を持つ。
フタ内側にはユーザー選択、本体の設定画面呼び出しアイコンが用意されている。電源は使用しない。形状は旧セガトイズが販売したココパッドに類似する。

## ソフトウェア
イーピコのソフトウェアは絵本実物が「絵本ソフト」の名称で供給される。使用時は絵本とゲームソフトのデータを併用する。
絵本は塗工紙のぺージとプラスチックのリング綴じで製本され、ページ数はタイトルごとに異なる。各ページは絵や文字のほか、ごく細かい格子状のドットコードも印刷されたデジタルペーパーとなっており、eペンのセンサーがドットコードを読み取ることで反応する。使用時は絵本ソフトケースに置く必要はなく、単体の状態でタッチしても反応する。ページをコピーしたものや撮影した画像ではドットコードの再現ができず反応しない。
絵本ソフトのデータはイーピコ本体内蔵メモリまたはmicroSDメモリーカードへインストールされ、利用したい絵本ソフトのページをeペンでタッチすると自動起動される。本体同梱絵本ソフトのデータはあらかじめイーピコ本体へプリインストールされており消去することはできない。別売絵本ソフトのデータは初回使用時に絵本ソフト表紙右下のアイコンをタッチするとインターネット経由でダウンロードされ、こちらは消去や再ダウンロードも可能とされている。
遊び方や内容の詳細を記した説明書もすべてイーピコ公式サイトでPDFにて公開され、パッケージにはダウンロード方法などを記した簡易説明書のみ同梱される。ピコやビーナと異なり絵本へ電子部品は組み込まれておらず、ココパッドのようなプログラムデータを記録した電子メディアも付属しない。

### ローンチタイトル
ローンチタイトルは以下の3タイトル。
- たまごパンダのむちゅうランドへようこそ！～わくわくたいけんスタンプラリー100～
  - 本体セット「ePICOたいけん100エディション」同梱ソフト[1]。職業体験を題材としておりお絵描き機能は搭載されていない。Amazon.co.jpでは購入特典として追加の職業図鑑やミニゲームが遊べる「おしごとずかん」シートを追加同梱。
- それいけ!アンパンマン はじめて できたよ! おぼえたよ! アンパンマン ひとりでできちゃった![4]
- ディズニープリンセス マジカルアカデミー ～プリンセスになるための まほうのレッスン～[5]

## 受賞
ePICOたいけん100エディション：日本おもちゃ大賞2024 エデュケーショナル部門大賞、および共有玩具部門優秀賞。